# Fabio Pistella
Fabio Pistella (Brescia, 1944) è un fisico italiano.
Ha svolto attività di ricerca (prevalentemente nei settori fisica del reattore nucleare e impianti nucleari), di insegnamento universitario e di guida di strutture tecnico scientifiche.

## Biografia
Laureato con lode in Fisica nucleare nel 1967, è stato direttore generale dell'Ente per le Nuove tecnologie, l'Energia e l'Ambiente (ENEA) dal 1981 al 1997. 
Dal 1997 al 2003 è stato professore di ruolo di Economia applicata all'ingegneria presso la Facoltà di Ingegneria dell'Università Roma Tre ed in seguito ha insegnato Economia e gestione dell'innovazione all'Università LUISS di Roma. Ha insegnato anche discipline diverse dall'economia, come nel caso del corso di Elaboratori elettronici tenuto presso l'Università di Viterbo.
Negli anni 2000 è stato Presidente dell'Agenzia per la Ricerca Europea (APRE) e dell'Istituto Nazionale di Ottica Applicata (INOA).
Dal dicembre 2003 al luglio 2004 è stato componente dell'Autorità per l'Energia elettrica e il Gas .
Dal luglio 2004 al luglio 2007 è stato presidente del Consiglio Nazionale delle Ricerche (CNR) dove è stato contestato per la promulgazione di nuovi regolamenti in applicazione di una legge di riforma mirata a favorire il lavoro per progetti integrati e la collaborazione sistematica con altre strutture di ricerca pubbliche e private e, più in generale, l'introduzione di sistemi di valutazione, nonché la finalizzazione verso l'innovazione dell'attività di ricerca: una riforma che diventò oggetto di forti scontri ideologici sul ruolo della ricerca con risvolti politici pronunciati. La polemica si è focalizzata sulla diffusione di un curriculum vitae in cui si attribuiva oltre 150 pubblicazioni scientifiche, ritenute inesistenti dai suoi detrattori. In realtà sono pubblicazioni non inserite in banche dati di valenza generale e massima diffusione quali quella dell'ISI, ma in altri repertori specialistici, ma comunque relative in particolare a congressi scientifici e congressi. Nata a partire da un articolo pubblicato su Le Scienze (e alimentata dall'opposizione ad un'azione di rinnovamento tramite concorso internazionale dei Direttori degli Istituti del CNR, dei quali circa la metà aveva superato i 65 anni e occupava la stessa posizione da oltre vent'anni) la contestazione andò ben presto oltre l'ambito nazionale per essere ripresa sia da Nature che da Science, due delle riviste scientifiche più importanti a livello globale. La polemica non portò effetti sulla nomina di Pistella. Rimane comunque valida la contestazione del peso specifico che tali pubblicazioni, confermate dallo stesso sul sito del CERN, che risultano qualitativamente notevolmente inferiori rispetto ai parametri internazionali dell'ISI, condivisi dalla comunità scientifica al momento di confrontare l'apporto della ricerca individuale a quella della comunità di ricerca.
Dal giugno 2006 al giugno dell'anno seguente ha presieduto Eureka, una collaborazione tecnico-scientifica europea mirante allo sviluppo di prodotti nel settore ad alta tecnologia.
Dall'agosto 2007 al febbraio 2010 è stato presidente del Centro Nazionale per l'Informatica nella Pubblica Amministrazione (CNIPA) e, all'atto della sua trasformazione in DigitPA ha assunto il ruolo di commissario straordinario di quest'ultima. A dicembre 2010 è stato nominato componente del Comitato Direttivo di DigitPA.